# Havelockia scabra
Havelockia scabra är en sjögurkeart. Havelockia scabra ingår i släktet Havelockia och familjen svanssjögurkor. Inga underarter finns listade i Catalogue of Life.